# Jurij Słabyszew
Jurij Ołeksandrowycz Słabyszew, ukr. Юрій Олександрович Слабишев (ur. 6 października 1979) – ukraiński piłkarz, grający na pozycji napastnika.

## Kariera piłkarska

### Kariera klubowa
W 1996 rozpoczął karierę piłkarską w miejscowym Torpedzie Zaporoże, skąd w 1998 został wypożyczony do Wiktora Zaporoże. Latem 1999 został zaproszony do Dnipra Dniepropetrowsk. W drugiej połowie 2002 roku bronił barw Krywbasa Krzywy Róg. Od lipca 2003 występował na zasadach wypożyczenia w Borysfenie Boryspol, skąd był wypożyczony do farm klubu Boreks-Borysfen Borodzianka. W lipcu 2005 zasilił skład Podilla Chmielnicki, ale już po dwóch miesiącach przeniósł się do Spartaka Iwano-Frankowsk. Od lipca 2007 roku występował w Enerhetyku Bursztyn. W pierwszej połowie 2008 występował w Desnie Czernihów, a w drugiej połowie w Komunalnyku Ługańsk. W sierpniu 2009 podpisał kontrakt z FK Sumy, w której grał przez 4 miesiące. W 2010 przeszedł do Awanharda Kramatorsk. W lipcu 2012 zasilił skład Kreminia Krzemieńczuk.

## Sukcesy i odznaczenia

### Sukcesy klubowe
- brązowy medalista Mistrzostw Ukrainy: 2001